# Channa
Channa is een geslacht van straalvinnige vissen uit de familie van de slangenkopvissen (Channidae).

## Soorten
De volgende soorten zijn bij het geslacht ingedeeld:
- Channa amphibeus (McClelland, 1845)
- Channa argus (Cantor, 1842)
- Channa asiatica (Linnaeus, 1758)
- Channa aurantimaculata (Musikasinthorn, 2000)
- Channa bankanensis (Bleeker, 1852)
- Channa baramensis (Steindachner, 1901)
- Channa barca (Hamilton, 1822)
- Channa bleheri (Vierke, 1991)
- Channa burmanica (Chaudhuri, 1919)
- Channa cyanospilos (Bleeker, 1853)
- Channa diplogramma (Day, 1865)
- Channa gachua (Hamilton, 1822)
- Channa harcourtbutleri (Annandale, 1918)
- Channa hoaluensis Nguyen, 2011
- Channa longistomata Nguyen, Nguyen & Nguyen, 2012
- Channa lucius (Cuvier, 1831)
- Channa maculata (Lacépède, 1802)
- Channa marulioides (Bleeker, 1851)
- Channa marulius (Hamilton, 1822)
- Channa melanopterus (Bleeker, 1855)
- Channa melanostigma Geetakumari & Vishwanath, 2011
- Channa melasoma (Bleeker, 1851)
- Channa micropeltes (Cuvier, 1831) – Rode slangkopvis
- Channa ninhbinhensis Nguyen, 2011
- Channa nox (Zhang, Musikasinthorn, Watanabe, 2002)
- Channa orientalis (Shneider, 1801)
- Channa ornatipinnis Britz, 2008
- Channa panaw (Musikasinthorn, 1998)
- Channa pleurophthalma (Bleeker, 1851)
- Channa pulchra Britz, 2007
- Channa punctata (Bloch, 1793)
- Channa stewartii (Playfair, 1867)
- Channa striata (Bloch, 1797)